# Das Hessische Weihnachtsspiel
Das Hessische Weihnachtsspiel ist ein geistliches Spiel (auch Mysterienspiel genannt) aus dem 15. Jahrhundert, welches die biblischen Begebenheiten um die Weihnachtsgeschichte darstellt. Stilistisch handelt es sich um eine Mischung aus geistlichem und weltlichem Spiel in frühneuhochdeutscher Sprache. Eine handschriftliche Abschrift befindet sich in der Kasseler Landesbibliothek.

## Weihnachtsspiele
Bei Weihnachtsspielen handelt es sich um Spiele, die das Weihnachtsgeschehen darstellen, beziehungsweise, akustisch und visuell ausschmücken sollen. Weihnachtsspiele haben sich aus den Weihnachtsfeierlichkeiten entwickelt und sind in den verschiedenen Formen aufzufinden. Die Gattung des Weihnachtsspiels stellt ein „geistl. Spiel des M[ittelalters] [dar], das sich, wie das Osterspiel, aus der Tropierung der Offiziumstexte und der szen. darstellenden Erweiterung der Festtagsliturgie entwickelte.“ Die zugrunde liegenden Inhalte sind „die drei vom Evangelium vorgegebenen Haupthandlung der Weihnachtsliturgie – Engelsverkündung, Hirtenprozession [und] Anbetung des Kindes in der Krippe.“ Erweiterungen des Inhalts durch Hinzufügen von neuen Elementen sind durchaus nicht unüblich. Die anfänglichen Weihnachtsspiele sind in der Kirchensprache Latein verfasst. Lateinische Weihnachtsspiele sind unter anderem das Freisinger Weihnachtsspiel, sowie als das wohl bekannteste mittellateinische Weihnachtsspiel, das Benediktbeurer Weihnachtsspiel. Später entstehen jedoch auch volkssprachliche Weihnachtsspiele. Diese unterscheiden sich nicht nur sprachlich, sondern auch inhaltlich. Die auftreten Figuren erscheinen volkstümlicher. Für die Inhalte wird nun nicht einzig und allein die Bibel herangezogen, sondern auch die christliche Epik. Vertreter der deutschsprachigen Weihnachtsspiele sind das St. Gallener Spiel von der Kindheit Jesu, das Oberuferer Weihnachtsspiel, sowie das Hessische Weihnachtsspiel.

## Das Hessische Weihnachtsspiel
Das Hessische Weihnachtsspiel ist im 15. Jahrhundert in der Umgebung von Friedberg entstanden. Ein genaues Entstehungsjahr ist nicht bekannt, jedoch scheint Zeitraum von 1450 bis 1460 am wahrscheinlichsten zu sein. Eine bekannte Aufführung fand in Alsfeld im Jahre 1517 statt. Formell ist es das „szenenreichste und liturgisch am wenigsten gebundene“ Spiel seiner Art, da es aus 870 Versen besteht. Diese sind sowohl in frühneuhochdeutscher als auch in lateinischer Sprache verfasst, wobei die in Latein verfassten Stellen aus Regieanweisungen und Gesängen bestehen. Eine Abschrift des Spiels liegt in der Kasseler Landesbibliothek. Diese enthält mitunter auch Ergänzungen von einem anderen Schreiber. Verschiedene Fehler in der Abschrift weisen darauf hin, dass der Schreiber kein Latein verstand und die Buchstaben einfach abgemalt hat.

### Inhalt
Der Engel Gabriel verkündet der Jungfrau Maria die frohe Botschaft und fordert sie auf, keine Angst zu haben. Hier finden sich schon Andeutungen auf die Zukunft, da Maria erfährt, wie ihr Kind später heißen wird. Maria nimmt ihr Schicksal an, jedoch lehnt Joseph, die Hintergründe nicht ahnend, Maria wegen ihrer Schwangerschaft ab. Erst das Erscheinen des Engels Gabriel überzeugt Joseph bei Maria zu bleiben und sich um sie und das Kind zu kümmern.
Auf diese Szene folgt zugleich die Herbergssuche Maria und Josephs, jedoch ohne die aus der Bibel und anderen Weihnachtsspielen bekannte Aufforderung zur Volkszählung durch den Kaiser. Das Paar wird zweimal abgelehnt, einmal aus Unglauben über Marias jungfräuliche Schwangerschaft und einmal aus praktischen Gründen. Joseph ist verzweifelt, da er keine Herberge finden kann, jedoch treibt er eine Wiege für das Kind auf, sodass, als dieses geboren wird, er es wiegen kann. Die Geburt des Jesuskinds ist ein Grund zur Freude und bringt Joseph dazu, die Dienerschaft zum Feiern aufzufordern. Die Geburt des Kindes wird ausgiebig gefeiert und besungen.
Einer der Pastoren, also der Hirten, hört die Engelsgesänge und möchte nun seine Knechte Czegenbart und Unvertrossen zum Ort der Freude schicken. Er ist nicht der einzige Hirte, der die Engelsgesänge vernommen hat. Mehrere Hirten begeben sich auf den Weg zum Jesuskind, und sobald sie dieses erreicht haben, huldigen sie ihm und machen ihm Geschenke, verlangen jedoch auch, dass das Jesuskind ihre Wünsche erfüllt.
In der folgenden Szene muss sich Joseph mit seinen Mägden Hillegart und Gutte auseinandersetzen. Er will in Marias Auftrag das Kind füttern und verlangt, dass ihm die beiden Mägde dabei zur Hand gehen. Diese weigern sich jedoch und ein Streit bricht nun zwischen Hillegart und Gutte aus. Die Situation löst sich erst auf, als die Wirte Arnolt und Czulrich hinzu stoßen, um mit Hillegart und Gutte tanzen und feiern.
Nun treten die Teufel auf, die von Luzifer zusammengerufen werden, um sich über die Gefahr, welche das gerade geborene Kind für die Teufel darstellt, zu beraten. Gleichzeitig planen die verschiedenen Teufel, wie sie mehr Seelen beschaffen können. Einer der Teufel, Machadantz, will sich dafür als Engel verkleiden. Unterdessen erhält Joseph die Warnung der Engel, dass Herodes Kinder töten lässt, und er und seine Familie nach Ägypten ziehen sollen. Um sich selbst in Sicherheit zu bringen, befolgen Joseph und Maria diesen Rat.
In der finalen Szene tritt Luzifer vor das Publikum. Er unterrichtet dieses davon, dass das Spiel nun beendet sei und diese nach Hause gehen sollen, um das neue Jahr zu empfangen. Mit seinen letzten Worten fordert er das Publikum zum Feiern und Tanzen auf.